# Relações entre Afeganistão e Alemanha
As relações entre Afeganistão e Alemanha referem-se aos laços diplomáticos entre o Afeganistão e a Alemanha.

## História

### Antecedentes
O Tratado de Gandamak (26 ou 30 de maio de 1879) e o Tratado de Linha Durand  derrubaram um acordo prévio de 1893 relativo a 2.640 quilômetros (1.640 milhas) de fronteira porosa entre a Índia (agora entre o Paquistão) e o Afeganistão. Como resultado deste tratado, a Grã-Bretanha obteve o controle total da política externa afegã do rei do Afeganistão. A Alemanha, como rival da Grã-Bretanha, só conseguiria através de missões secretas e expedições reduzir a influência britânica no Afeganistão.
O engenheiro Gebhard Fleischer, apelidado de James Bond alemão em Cabul, foi engenheiro da empresa Krupp, fabricante alemão de armas. Em 1893, viajou para Cabul e se reuniu em privado com o rei Abderramão Cã. Sob suas ordens expandiria as empresas de armas afegãs Maschin Khana (casa de máquinas) e Tupkhana (casa de canhão). Não é certo se o governo da Índia britânica teve conhecimento dessa viagem. Mais tarde, em 1904, os engenheiros da Krupp foram misteriosamente assassinados. Adamec escreve:
O primeiro alemão conhecido a residir em Cabul foi Gottlieb Fleischer, um funcionário da Krupp Stellworks de Essen, Alemanha, que foi contratado pelo emir Abderramão Cã em 1898 para começar a fabricação de munições e armas na recém-construída fábrica (Mashin Khana) em Cabul. Ele foi morto em novembro de 1904 perto da fronteira enquanto viajava para a Índia.

### Início e desenvolvimento das relações

#### Tratado de comércio e amizade de 1916
As relações entre a Alemanha e o Afeganistão começaram antes da Primeira Guerra Mundial. As relações entre esses dois países foram historicamente amigáveis.
A segunda reunião germano-afegã entre Habibullah Khan e uma delegação alemã de 23 membros ocorreu em 1915. As principais intenções desta delegação eram enfraquecer a influência britânica no Afeganistão como parte da expedição Niedermayer-Hentig. No entanto, durante esta expedição, em 1916, ocorreu um amigável acordo comercial. O comércio contratado concluiu, apesar de existirem relações diplomáticas anteriores entre esses países. De acordo com o Tratado de 24 de janeiro de 1916, a delegação alemã ao prometeu governo do Afeganistão 100 mil rifles e 300 armas.
Um acordo de amizade foi feito em 3 de março de 1926. com o reconhecimento dos embaixadores em ambos os países. Em 1926, o acordo anterior de amizade e comércio de 24 de janeiro de 1916 foi ratificado.

#### Relações diplomáticas e acreditação de cônsules e embaixadores em 1922
A primeira delegação afegã viajou a Alemanha em 1922, especificamente a Berlim para conversas sobre diplomacia, comércio e relações culturais. Em resposta, a Alemanha enviou o Dr. Fritz Grobba ao Afeganistão em 1932. Durante o primeiro ano, trabalhou como cônsul em Cabul, atuando como a  embaixada alemã de facto, até 1926, em seguida, administrando o trabalho dos embaixadores em Cabul. A "embaixada" intitulada como representação diplomática e residência do ministro plenipotenciário estava localizada em Cabul, perto dos Jardins de Babur.

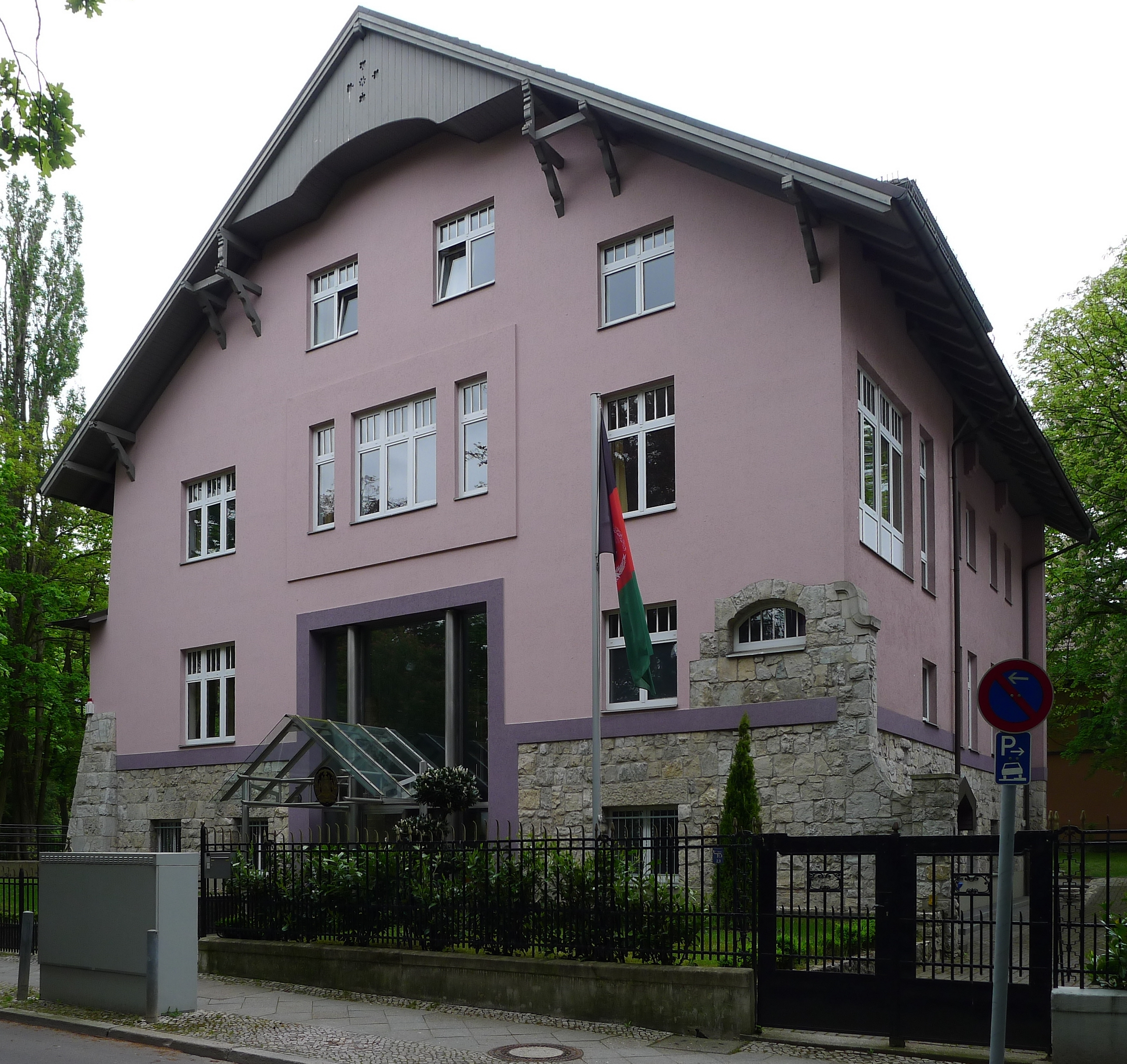
Embaixada do Afeganistão em Berlim, Alemanha.

O Afeganistão estabeleceu laços estreitos com a Alemanha em 1935, em busca de uma alternativa para a sua posição histórica como um território disputado entre Rússia e Grã-Bretanha. O Afeganistão resistiria aos apelos de Moscou e Londres para expulsar o corpo diplomático italiano e alemão durante a maior parte da Segunda Guerra Mundial. No final da Segunda Guerra Mundial, os militares alemães doaram o seu arsenal remanescente ao Afeganistão como um sinal de boa fé pela sua posição neutra durante a guerra.

### Remoção de especialistas alemães do Afeganistão após a invasão soviética
Após a guerra soviética no Afeganistão, os soldados alemães estacionados no Afeganistão deixaram o país. O pessoal qualificado e os conselheiros alemães deixaram o país em 1980, seguidos pelo corpo docente em 1984.

### Participação militar na ISAF
A Alemanha esteve envolvida em uma missão de segurança com seus esforços militares e de reconstrução nas áreas do norte do Afeganistão.